# Cementerio del Bosque de Riga

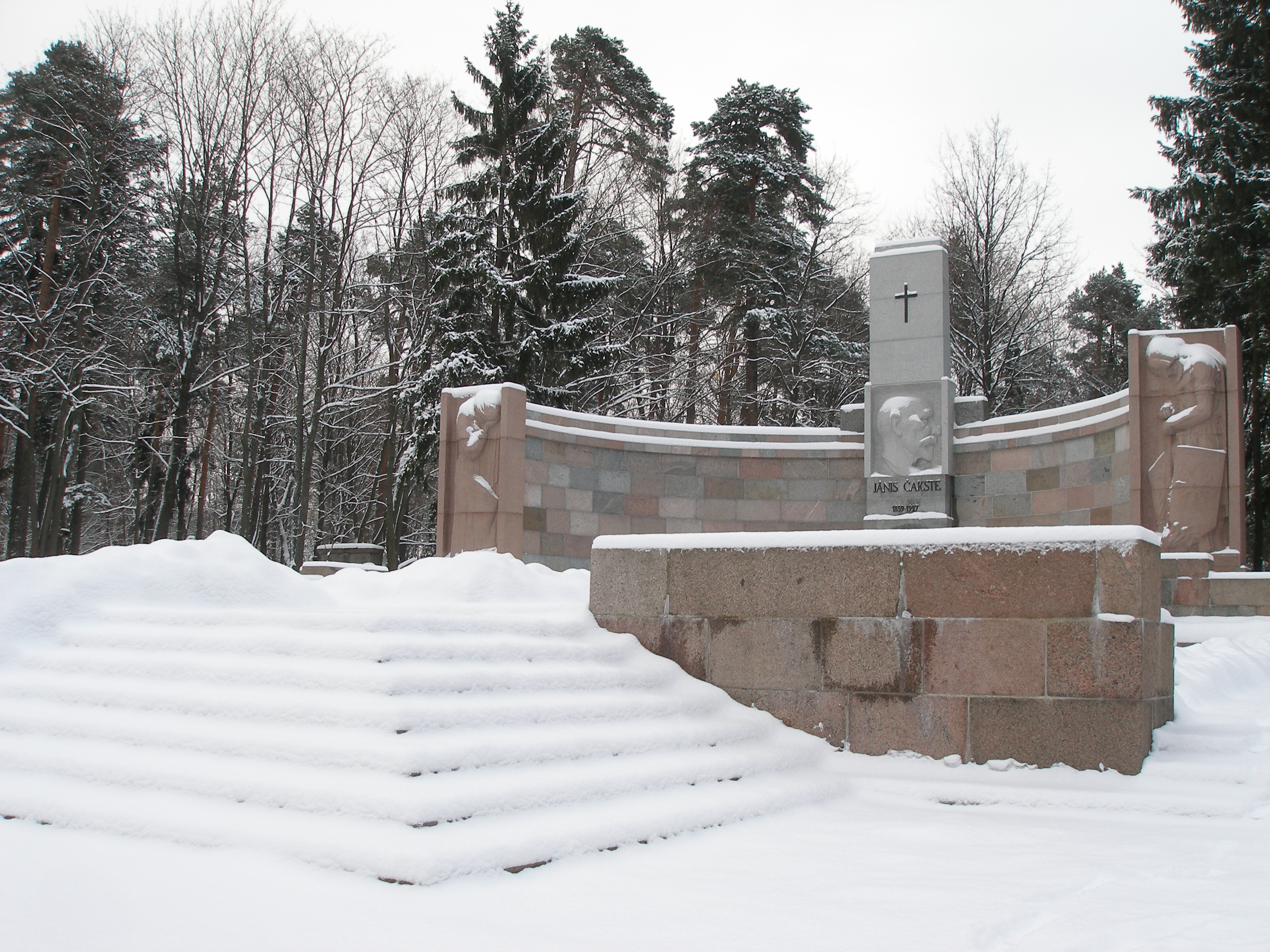
Monumento a Jānis Čakste y lugar de enterramiento en el cementerio forestal

El cementerio forestal (en letón: Rīgas Meža kapi) es un gran cementerio de 85 hectáreas al noroeste de Riga, la capital de Letonia, entre los barrios de Mežaparks y Čiekurkalns. Formalmente, el cementerio está dividido entre el primer cementerio forestal, con entrada desde la calle Aizsaules, y el segundo cementerio forestal, con entrada desde la calle Gaujas. 
En 1904, las congregaciones luteranas alemanas en Riga solicitaron al Ayuntamiento de Riga la asignación de tierras para un cementerio en el barrio de Mežaparks. Estaba previsto convertirse el principal cementerio de la ciudad tras el Gran Cementerio, que se inauguró en 1773 y había agotado su potencial. El prominente arquitecto paisajista báltico-alemán Georg Kuphaldt fue el autor del proyecto de construcción original presentado en 1908, que debería haber aparecido como un parque con una vía funeraria central, con muchos senderos laterales y pequeños a lo largo de las tumbas con cercas bajas y pequeños monumentos. El cementerio forestal se creó el 29 de julio de 1910 tras una decisión tomada por la 3.ª Duma Imperial y se inauguró el 19 de junio de 1913.
Todas las ceremonias de entierro se llevaron a cabo en un edificio erigido en 1913 proyectado por el arquitecto báltico-alemán Wilhelm Neumann.
Durante la Primera Guerra Mundial, cuando el frente se cerró en Riga en 1916, el Cementerio del Bosque recibió muchos fusileros letones caídos. Después de un largo debate con las congregaciones locales, la Duma Imperial aprobó la construcción de un cementerio militar, en terrenos transferidos desde el Cementerio Forestal, un cementerio que más tarde se llamó Cementerio de los Hermanos.
El cementerio forestal tiene muchos monumentos escultóricos y lápidas creados por notables escultores. Muchos notables políticos letones, militares y figuras públicas están enterrados en el Cementerio del Bosque. 